# Кристал Съмърс
Кристал Съмърс (на английски: Kristal Summers) е артистичен псевдоним на американската порнографска актриса Кристал Руби (Kristal Hruby), родена на 1 септември 1972 г. в Санта Моника, щата Калифорния, САЩ.
Кристал Съмърс е братовчедка на порнографската актриса Франческа Ли.
Дебютира като актриса в порнографската индустрия през 1998 г.

## Награди и номинации
Носителка на индивидуални награди
- 2006: CAVR награда за MILF на годината.[4]

Номинации за индивидуални награди
- 2007: Номинация за XRCO награда за MILF на годината.[5]
- 2007: Номинация за CAVR награда за MILF на годината.[6]
- 2008: Номинация за CAVR награда за MILF на годината.[7]